# 佩里托莫雷諾冰川
50°29′S 73°03′W / 50.483°S 73.050°W

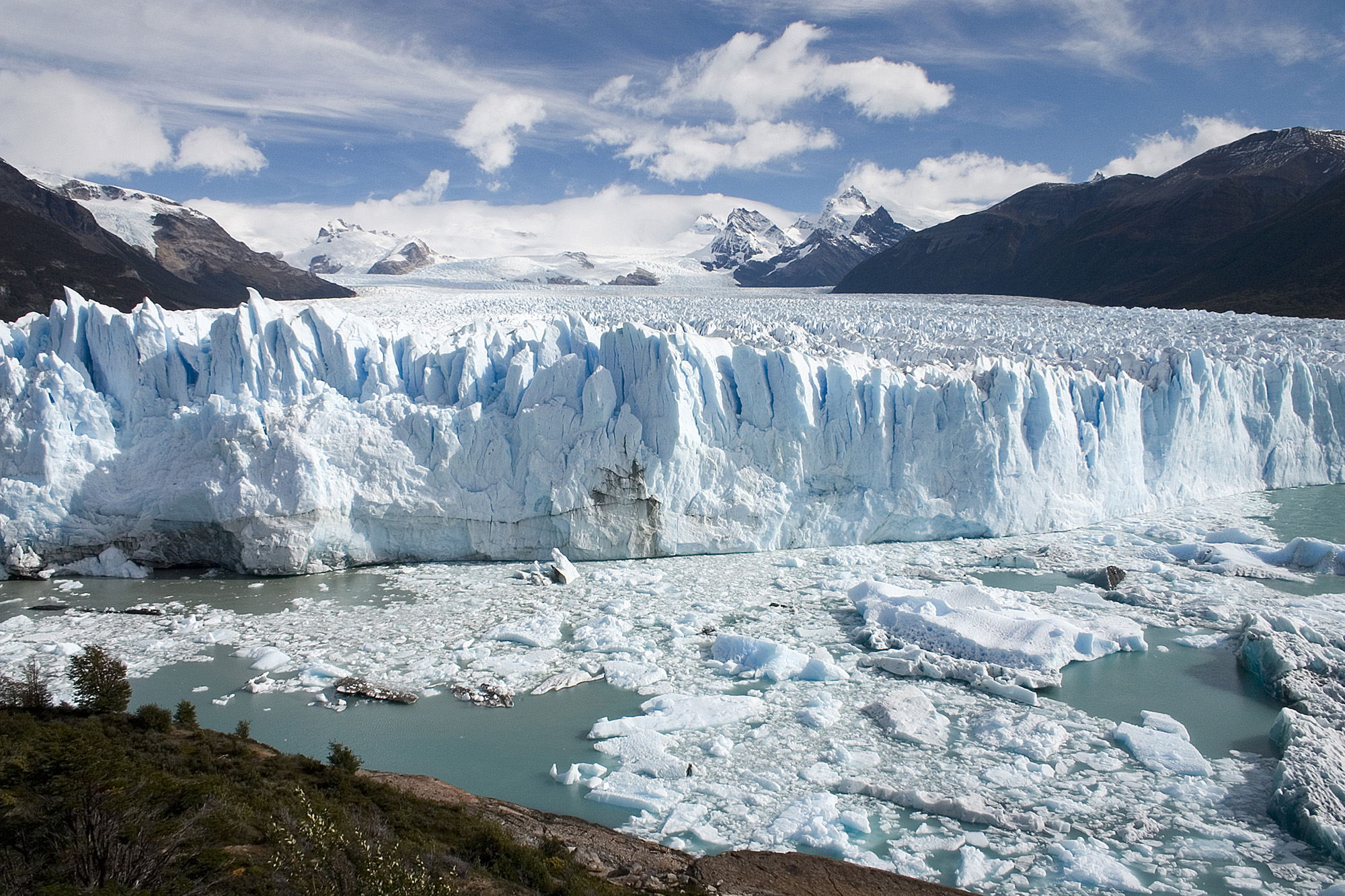
莫雷諾冰川

佩里托莫雷諾冰川（Glaciar Perito Moreno）是位於阿根廷聖克魯斯省冰川国家公园的冰川。這裡是阿根廷巴塔哥尼亞熱門的旅遊地點。
莫雷諾冰川的成冰帶有250平方公里，長30公里，是位於安地斯山脈南巴塔哥尼亞冰原48個冰川之一。這裡的冰原是世界第三大的淡水儲備。

## 狀況
莫雷諾冰川是巴塔哥尼亞餘下三個沒有後退的冰川之一。冰舌闊5公里，平均高於阿根廷湖水面74米。總冰深度為170米。

## 消融

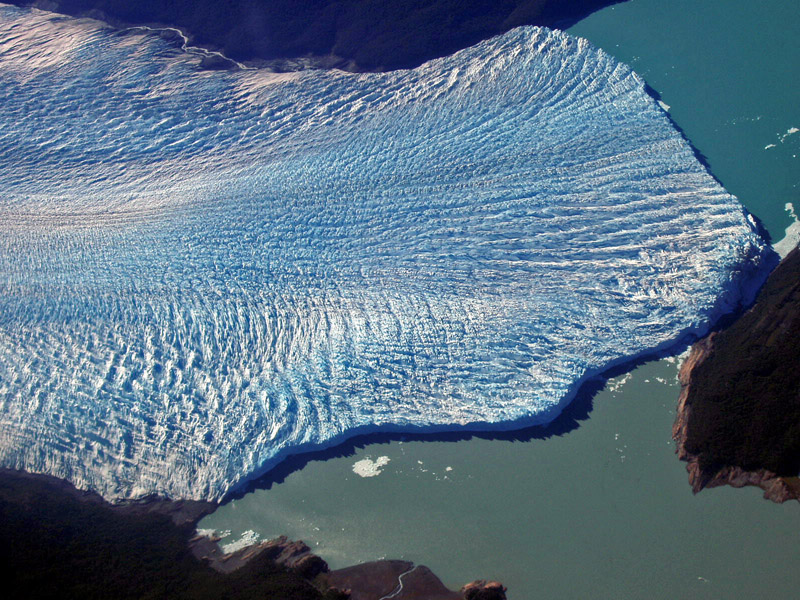
2004年消融之前的莫雷诺冰川把阿根廷湖分成了两半。

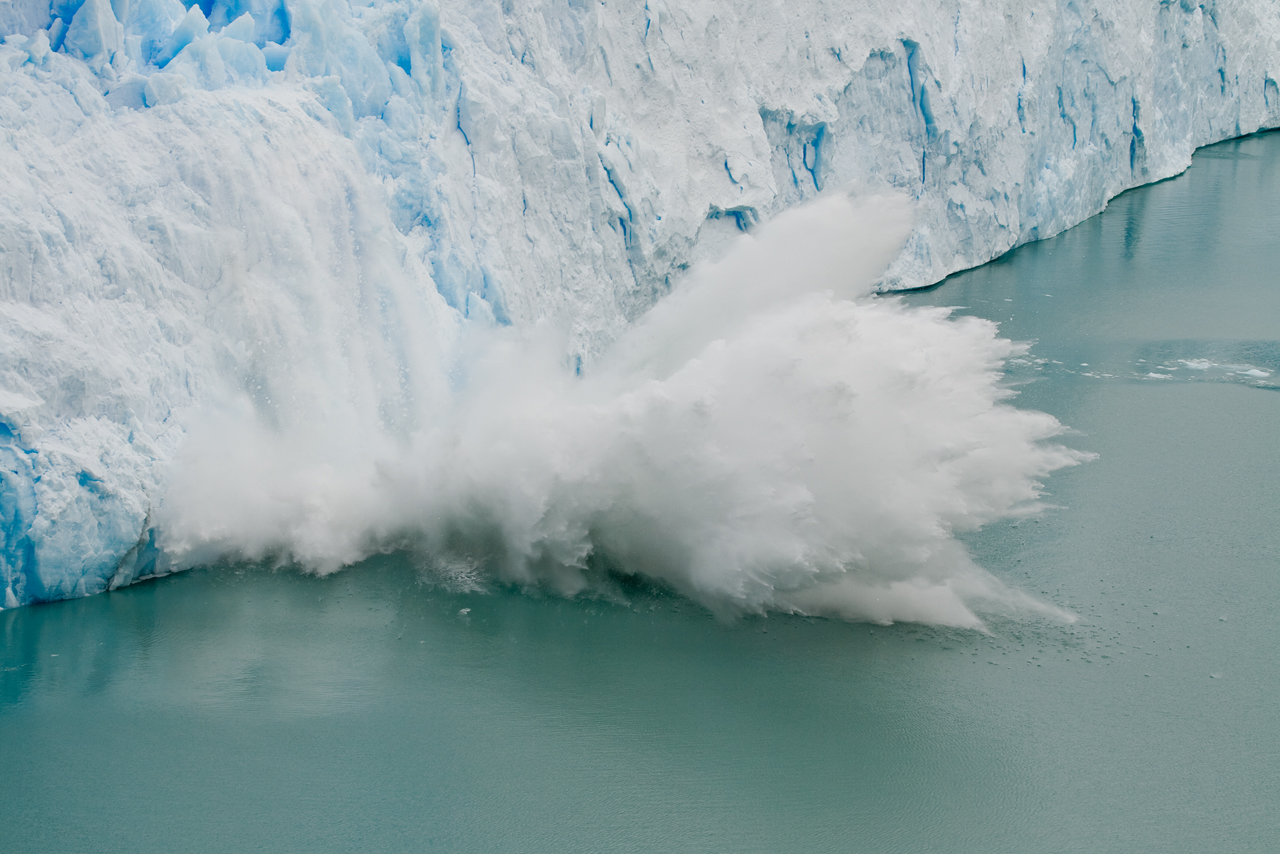
當冰川向前伸延時，大幅的冰塊會塌陷。

莫雷諾冰川會週期性地向阿根廷湖前進，形成一道天然的屏障分隔湖的兩部份。由於湖水無法流出，在近黎各（Brazo Rico）的那一邊水位弄以高達30米。大量積存的湖水造成的壓力最終破壞冰屏，形成一項特別的消融情況。屏障及消融的循環並非規律的，由每年一次至十年少於一次不等。
莫雷諾冰川消融最先發生在1917年，連同古老的番櫻桃樹木一同倒塌。最近一次是於2018年3月12日，依次是2016年3月10日、2012年3月2日、2008年7月、2006年、2004年、1988年、1984年、1980年、1977年、1975年、1972年、1970年、1966年、1963年、1960年、1956年、1953年、1952年、1947年、1940年、1934年及1917年。平均每4-5年就會消融一次。
莫雷諾冰川位於埃尔卡拉法特78公里處，並以探險家弗朗西斯科·莫雷諾（Francisco Moreno）來命名，他是19世紀研究此地區的先鋒，並在保衛阿根廷領地上有重要貢獻。

## 旅遊

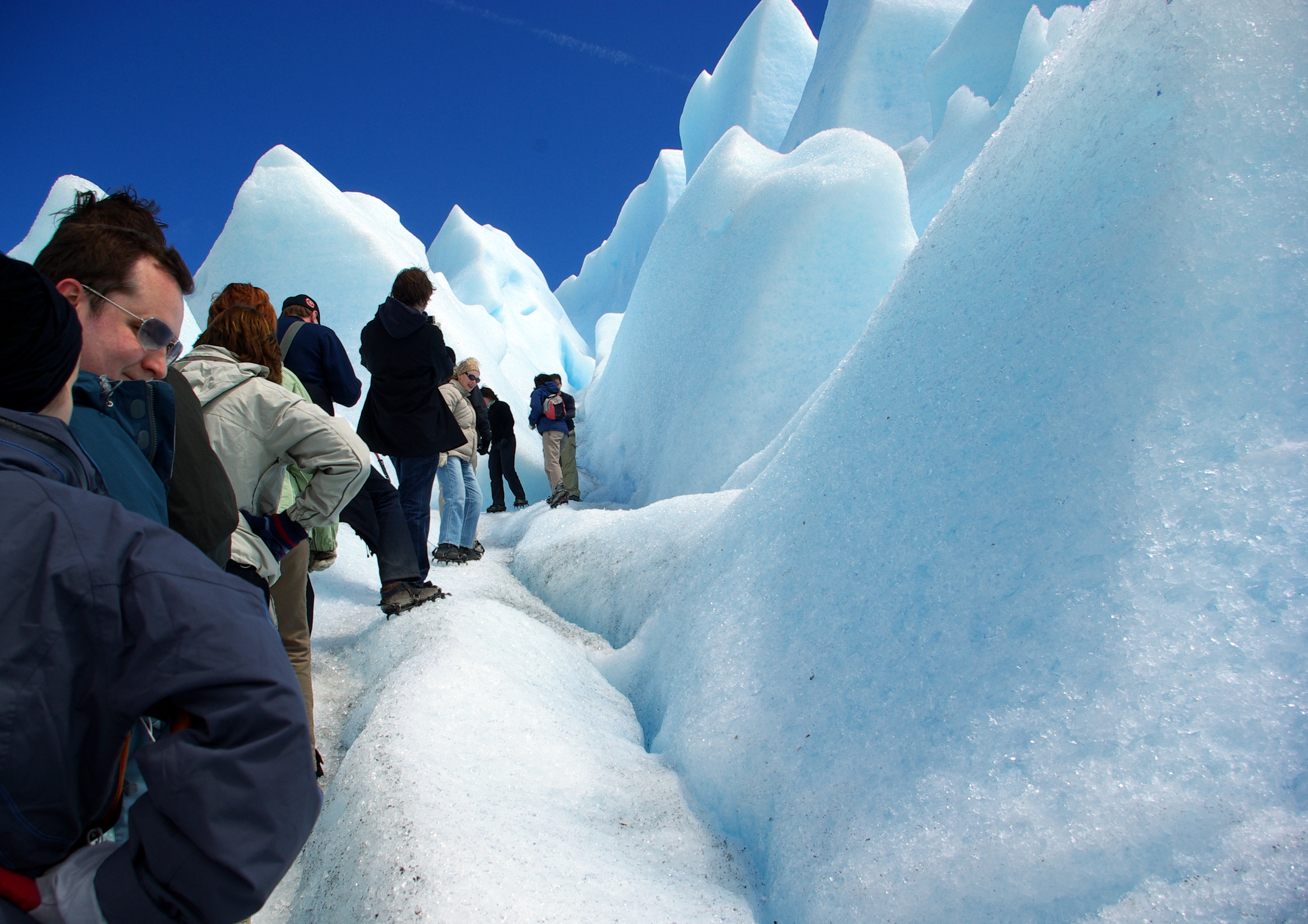
在冰川上跋涉。

莫雷諾冰川景色壮观、交通便利，故成為了南巴塔哥尼亞重要的旅遊點。由埃尔卡拉法特出发乘公車只須少於2小時就到達，很多旅行社都会安排一天的行程。有些行程包括環繞冰川而行，以全面觀察冰川的各面。在那處還有一个餐厅。
近年來，冰上跋涉成為熱門项目。其中兩個行程就可以在冰上行走約一個半小時及五個小時。旅行社一般會提供攀登鞋穿著。

## 外部連結
- Glacier Perito Moreno LIVE '08
- The Glaciers National Park

1. ↑  . 2018-03-11  [2018-03-12]. （原始内容存档于2022-02-07） （西班牙语）.
2. 1 2  Amestroy Alonso, José. . : 141. ISBN 978-84-8454-984-0.